# Iso-Sinkko
Iso-Sinkko är en ö i Finland. Den ligger i sjön Enonvesi och i kommunen Heinävesi i den ekonomiska regionen  Nyslotts ekonomiska region  och landskapet Södra Savolax, i den sydöstra delen av landet, 300 km nordost om huvudstaden Helsingfors. Öns area är 12,4 hektar och dess största längd är 0,7 kilometer i nord-sydlig riktning.